# Карл Фридрих Лесинг
Карл Фридрих Лесинг (Вроцлав, 15. фебруар 1808 — Карлсруе, 4. јануар 1880) је био немачки сликар, представник ране Диселдорфске школе. Студије је почео у Берлину а од 1826. студира у Диселдорфу. Године 1830. након што је Шадов отишао у Италију стаје на чело академије. Професор и директор галерије у Карлсруеу постао је 1858. године. Због својих монументалних, често и политичко актуелних слика историјских догађаја (Краљевски пар у жалости, 1830) и својих позно романтичних „историјских пејзажа“ постао је у Диселдорфској школи оснивач реалистичног сликарства пејзажа и историјских догађаја.